# Guillaume de Prusse (1906-1940)
Pour les articles homonymes, voir Guillaume de Prusse (homonymie).
 (février 2019).
Si vous disposez d'ouvrages ou d'articles de référence ou si vous connaissez des sites web de qualité traitant du thème abordé ici, merci de compléter l'article en donnant les références utiles à sa vérifiabilité et en les liant à la section « Notes et références ».

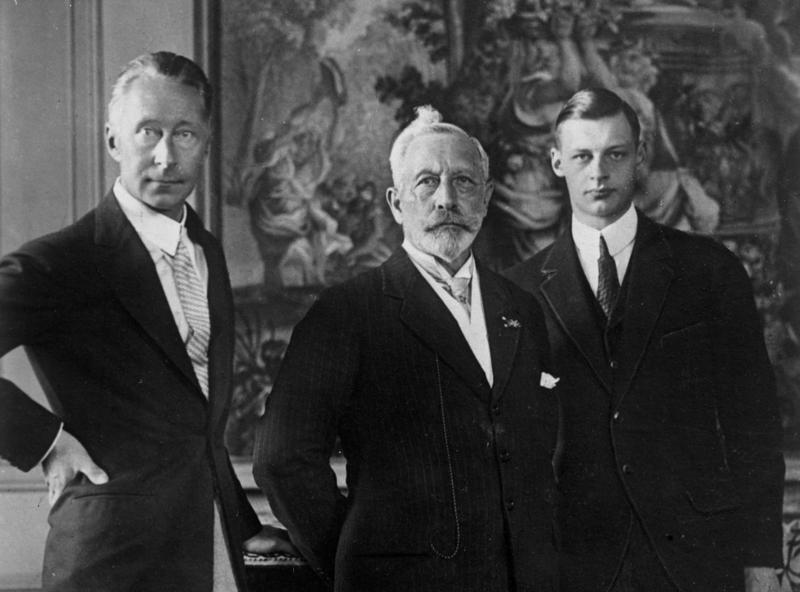
Le prince Guillaume (à droite), en compagnie de son père, le Kronprinz Guillaume (à gauche) et de son grand-père, l'ancien Kaiser Guillaume II en exil (au centre).
Cliché pris en 1927.

Guillaume de Prusse, né le 4 juillet 1906 à Potsdam et mort le 26 mai 1940 à Nivelles en Belgique, est un prince allemand, petit-fils aîné du dernier empereur allemand Guillaume II.

## Famille
Il est le fils aîné du Kronprinz et de Cécilie de Mecklembourg-Schwerin.
Le 3 juin 1933, Guillaume de Prusse épouse Dorothea von Salviati (en) (1907-1972). Deux filles naissent de leur union :
- Felicitas Cecilie Alexandrine Helene Dorothea (nl) — née en 1934, morte en 2009  — qui épousera Dinnies von der Osten en 1958, puis Jörg von Nostitz-Wallwitz en 1972 ;
- Christa Friederike Alexandrine Viktoria — née en 1936 — qui épousera Peter von Assis Liebes en 1960.

## Biographie
À l'âge de dix ans, comme tous les membres de la famille impériale allemande, Guillaume de Prusse est décoré par son grand-père Guillaume II d'Allemagne de l'ordre de l’Aigle noir. À la fin de la Première Guerre mondiale, alors que la monarchie commence à vaciller, il est question de proclamer son avènement ; mais, cela reste sans suite et c’est la république qui est proclamée le 9 novembre 1918.
En 1925, Guillaume de Prusse étudie le droit aux universités de Königsberg, Munich et Bonn.
Pendant la République de Weimar, Guillaume de Prusse est à l'origine d'un scandale politique en 1926 : vêtu de son uniforme de l'ancienne armée impériale, il assiste à des manœuvres militaires de la Reichswehr, ceci sans que l'accord du gouvernement ait été sollicité ; le général Hans von Seeckt, commandant des armées, doit alors démissionner.
En 1933, pour pouvoir épouser la femme de sa vie qui n'était pas de sang royal et ainsi contracter une union morganatique, Guillaume de Prusse doit renoncer à ses droits à la succession au trône au profit de son frère cadet, le prince Louis-Ferdinand.
En 1935, il s'installe avec son épouse et sa première fille en Silésie.
Au début de la Seconde Guerre mondiale, il est enrôlé dans l'armée allemande et participe à la campagne de France en tant que Oberleutnant de réserve à la tête d’une unité de la 1re division d’infanterie. Au cours de combats qui se déroulent près de Valenciennes, il est gravement blessé et meurt dans un hôpital de campagne à Nivelles en Belgique le 26 mai 1940.
Il est inhumé trois jours plus tard dans le « temple Antique (en) », devenu mausolée de la famille impériale, dans le parc du palais de Sanssouci.
L'émotion provoquée par la mort de Guillaume de Prusse est telle qu'elle incite Hitler à promulguer aussitôt le « décret princier » interdisant, dès 1940, aux membres de la maison royale allemande de participer aux combats et, en 1943, leur interdisant tout service dans la Wehrmacht.

## Généalogie
Guillaume de Prusse appartient à la première branche de la maison de Hohenzollern. Cette lignée a donné des princes-électeurs, des rois, des empereurs à la Prusse et à l'Allemagne.